# الهدوي (جازان)
قرية الهدوي هي إحدى القرى التابعة لمركز قوز الجعافرة بمحافظة صبيا الواقعة بمنطقة جازان جنوب غرب السعودية.

## نبذة
تعتبر الهدوي قرية صغيرة وتنقسم إلى قسمين الشمالي والجنوبي. الهدوي الجنوبي يتكون من عائلة واحدة وهم آل جدة وهم أبناء عم. ويتراوح عدد سكان القرية بحوالي 500 شخص، كما تشتهر بالزراعة وتقع بالقرب من ساحل الجعافرة طريق السبخة بجوار قرية جريبة.